# Pteris pseudodactylina
Pteris pseudodactylina là một loài thực vật có mạch trong họ Pteridaceae. Loài này được Ching & S.K. Wu miêu tả khoa học đầu tiên năm 1983.